# Klinke (Fluss)
Die Klinke ist ein kleiner Fluss von 7,7 km Länge im Stadtgebiet von Magdeburg, der dort linksseitig bei Kilometer 324,7 in die Elbe mündet.
Der Name leitet sich aus Klinge ‚Gießbach, Talschlucht‘ ab.

## Geographie

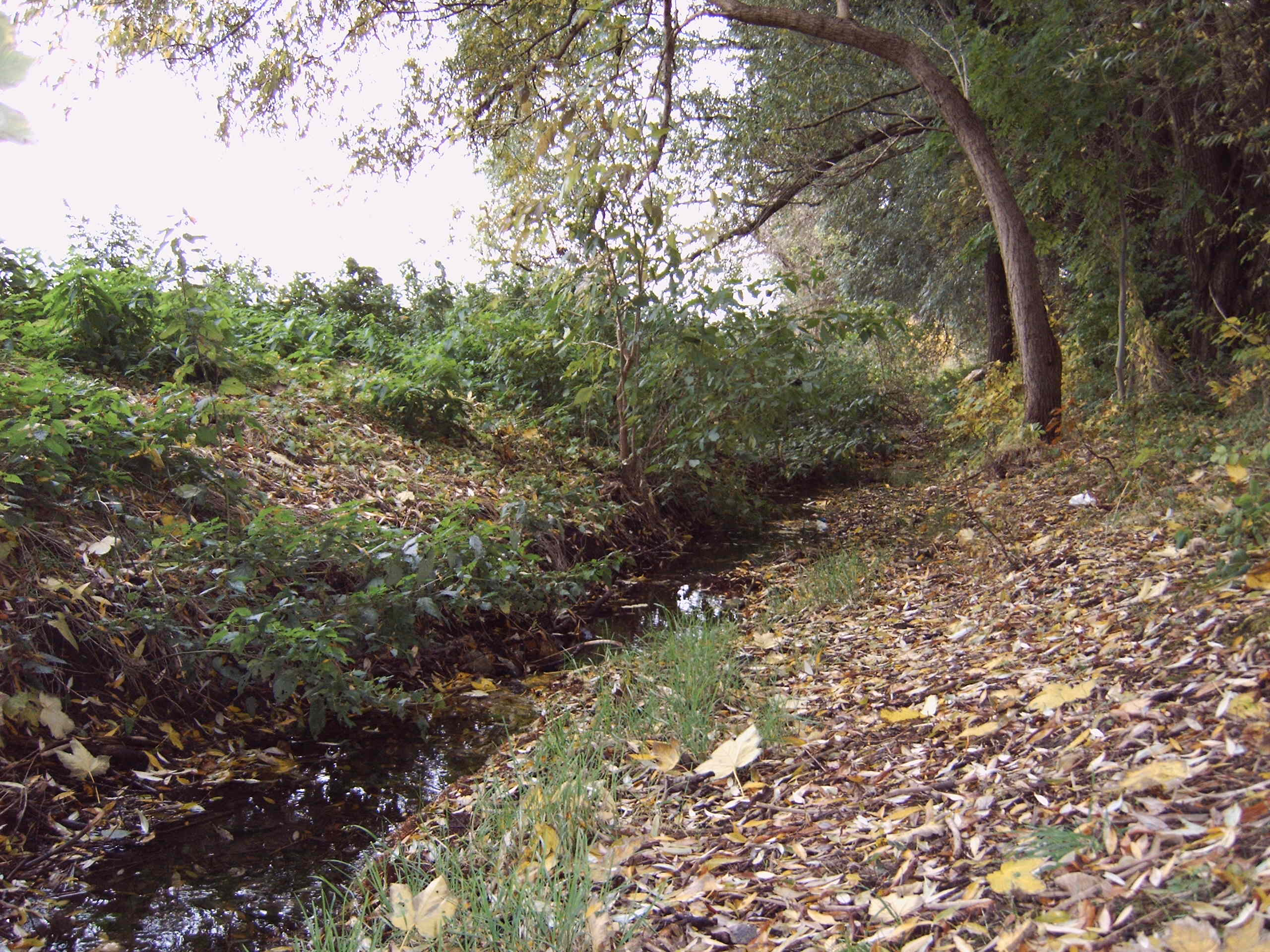
Klinke nördlich von Klein Ottersleben

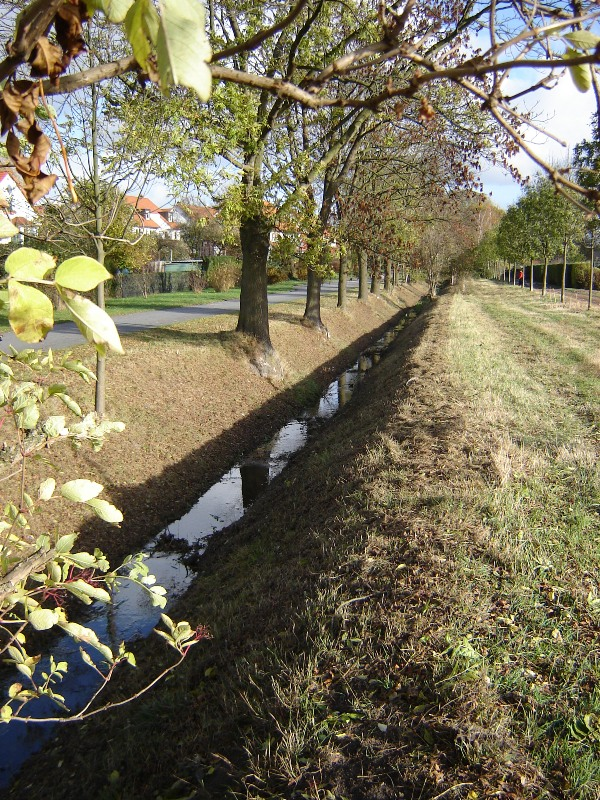
Klinke in Lemsdorf

### Verlauf
Die Quelle der Klinke befindet sich östlich der in der Eiszeit entstandenen Hängelsberge auf einem Niveau von 87 Metern über dem Meeresspiegel am westlichen Stadtrand Magdeburgs. Im Bereich der Quelle ist der Fluss klar und schnell fließend und das Bachbett ist hier dicht von Bäumen gesäumt. Der ständige Schatten verhindert eine nennenswerte Wasservegetation. Auf ihrem weiteren Verlauf speist die Klinke den Ottersleber Teich und erreicht danach den bebauten Raum Magdeburgs. Auf ihrem Weg in die Elbe durchfließt die Klinke die Stadtteile Ottersleben, Lemsdorf, Sudenburg, Leipziger Straße, Altstadt und Buckau. Sie fließt zumeist in östlicher Richtung, nur in Lemsdorf vollzieht sie einen deutlichen Schwenk nach Norden. Der Flusslauf ist über weite Strecken begradigt, und das Ufer wurde teilweise mit Steinen befestigt. Es bestehen auch vollständig verrohrte Abschnitte, so zum Beispiel im Bereich der Buckauer Straße. Trotz des Verlaufs durch das Stadtgebiet führt etwa die Hälfte der Klinke durch am Ufer stehende Gehölze. Der Fluss mündet im Buckauer Klosterberge-Garten in die Elbe. Kurz vor der Mündung verläuft der Bach durch die vom Anfang des 20. Jahrhunderts stammende denkmalgeschützte Uferbefestigung der Klinke.

### Zuflüsse
- Beke
- Eulegraben (inkl. Großer und Kleiner Wiesengraben)
- Künette